# Sasbout Vosmeer

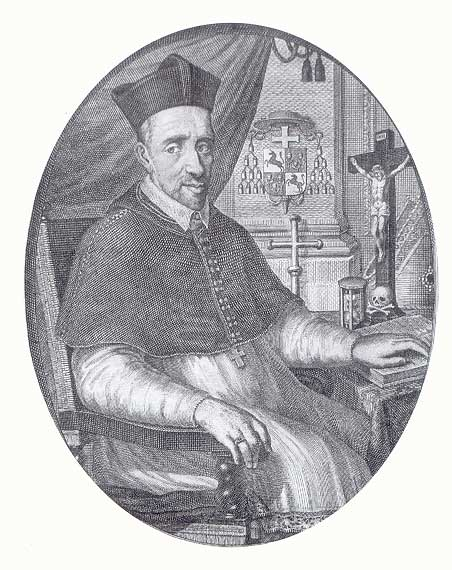
Sasbout Vosmeer

Sasbout Vosmeer (Delft, 13 maart 1548 – Keulen, 3 mei 1614) was apostolisch vicaris van de Hollandse Zending (in de rooms-katholieke traditie) en aartsbisschop van Utrecht (in de oudkatholieke traditie) van 1602 tot 1614.
Sasbout Vosmeer stamde zowel van vaders- als van moederszijde af van Delftse regentengeslachten, studeerde te Leuven en werd in 1572 door aartsbisschop Frederik Schenck van Toutenburg van Utrecht tot priester gewijd, waarna hij zijn studie voortzette te Leuven en te Keulen. Rond 1579 vestigde hij zich in Delft, vanwaar hij missiewerk in de omgeving ondernam.
In 1582 was Vosmeer te Rome en in 1583 keerde hij terug naar Delft, waar op 1 mei zijn aanstelling tot vicaris-generaal van het aartsbisdom Utrecht volgde. In 1592 delegeerde de nuntius in Keulen de volmachten van alle bisdommen in de Utrechtse kerkprovincie aan hem. In 1601 benoemde Vosmeer Albertus Eggius tot vicaris-generaal van het bisdom Haarlem. Toen dit ter ore kwam van de Staten van Holland werd Vosmeer gezocht en Eggius werd enkele jaren gevangengezet.
Toen aan het begin van de zeventiende eeuw de Republiek officieel missiegebied was geworden werd Vosmeer op 22 september 1602 door paus Clemens VIII te Rome benoemd tot apostolisch vicaris en gewijd tot titulair aartsbisschop van Philippi (een benoeming tot aartsbisschop van Utrecht was onmogelijk). Dit was tegen het zere been van de aartshertogen, die op grond van het Concordaat van 1559 het benoemingsrecht opeisten.
Door de oudkatholieke Kerk wordt Vosmeer gerekend te behoren tot de (aarts)bisschoppelijke lijn.
Toen duidelijk werd dat hij bezig was de katholieke kerk te reorganiseren werd hij in 1603 uit de Republiek gebannen. Vanuit Keulen zette hij toen het bestuur van de Hollandse zending voort. Hier stichtte hij in 1613 het Collegium Alticollense, de priesteropleiding voor het bisdom Utrecht, terwijl die van Haarlem in Leuven gevestigd werd. Doordat er voorlopig een priestertekort bestond, kwam het opzetten van een missiestructuur onder Sasbout Vosmeer nog niet tot stand. In 1606 is Vosmeer in Groenlo tijdens de belegering van de stad door Prins Maurits.
Als zielzorger en bestuurder vertoont Sasbout Vosmeer een neiging tot rigorisme, een strengheid in de leer. Zo dienden gelovigen het gezag van de Staten af te wijzen, wat hen in gewetensnood kon brengen. Deze opstelling werd hem vooral door de jezuïeten verweten. Vosmeer werd als apostolisch vicaris opgevolgd door Philippus Rovenius.
Sasbout Vosmeer had het hoofd van Balthasar Gerards, de moordenaar van Willem van Oranje, op sterk water in zijn bezit en veilig gesteld in Keulen. Hij is met het hoofd zelfs naar Rome geweest in een vergeefse poging Balthasar Gerards heilig te laten verklaren.
- Biografisch Portaal: 23032434
- Gemeinsame Normdatei: 139154469
- Virtual International Authority File: 100456130
- WorldCat: E39PBJvhmrFYtfDR7tVmKjTPwC